# 対馬島の日

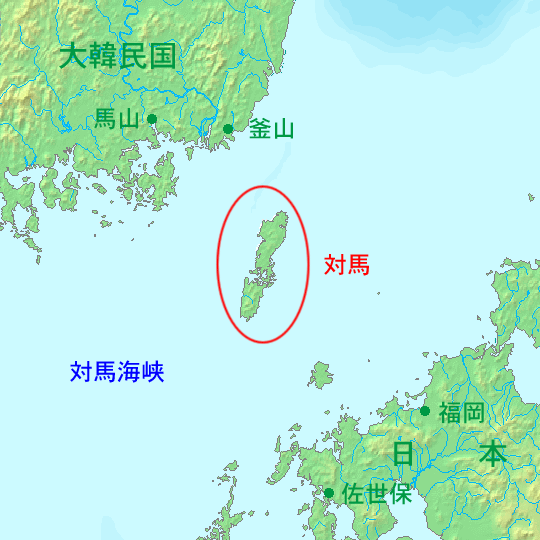
長崎県対馬島

対馬島の日（つしまとうのひ）とは、大韓民国の慶尚南道 旧馬山市が2005年3月18日に制定した記念日で、毎年の6月19日である。
6月19日は、1419年の応永の外寇の際、李氏朝鮮軍の将軍李従茂が対馬征伐のために馬山浦を出発した日である。日本の島根県が制定した「竹島の日」に対抗して制定された記念日で、「対馬島の日」条例には「対馬島が韓国領土であることを内外に知らしめ、領有権確立を目的とする」と明記されている。

## 「対馬島の日」制定の背景
竹島に関して、韓国は一方的に警備隊を上陸させ施設の構築を行ったり、竹島海域での軍事演習を行うなど、実効支配を強化する方策をたびたび実行してきた。日本政府もそのたびに韓国政府への抗議を発表し、竹島の領有権を継続的に主張してきた。しかし、日本側がこのような領有権の主張を行うたびに、韓国ではキジ科の鳥（日本の国鳥はキジである）を惨殺したり、日の丸や時の首相の肖像を燃やしたりするなど、日本に対する抗議行動が巻き起こった。
2005年2月22日、こうした問題への認知を求めるため、竹島を管轄する日本側の都道府県である島根県は「竹島の日」条例を制定する。これに対し、韓国側ではやはり抗議行動が発生し、韓国外交通商部も「竹島の日」制定を非難する声明を発表する事態となった。
このような中、対馬海峡（朝鮮海峡）に面する市で、竹島問題には当事者性が無く関与権の無い自治体である慶尚南道馬山市の市議会が、同年2005年3月18日に制定したのがこの「対馬島の日」条例である。
なお、「対馬は韓国領」という主張は、この「対馬島の日条例」が制定されたことによって巻き起こったものではなく、それ以前の比較的早い段階から叫ばれてきた主張である。実際、独島博物館（1997年開館）の正面入り口に「対馬はもともと我々の領土」（対馬島本是我国之地）という碑石が設置されたのは2002年8月であり、それをさらに遡る2001年5月には「対馬島は我々の領土」という曲が発表されている。また、2004年7月に小泉首相が訪韓した際に開かれた集会（反日デモ）では、主催者らが「対馬を韓国に返還するよう日本に促す一方、韓半島への侵略の歴史を謝罪」するよう求めている。

### 李承晩による対馬の領有権主張
第二次世界大戦直後、韓国の初代大統領に就任した李承晩（在任1948年 - 1960年）は、「壬辰倭乱（文禄・慶長の役）を起こした日本が対馬を武力で占領した」「決死の抵抗を行った（対馬の）義兵がこれを撃退し、義兵の戦蹟碑は対馬の至るところにある」「1870年代に対馬を不法占拠した日本は、不法に所有した領土をポツダム宣言によって返還することになったのだから、韓国に返すべきだ」などと述べ、対馬及び竹島（韓国名：独島）の領有権を主張した。この時の領有権主張はGHQが1951年8月に出したラスク書簡によって却下されたが、その翌年の1952年1月にいわゆる李承晩ラインが韓国側によって一方的に設定され、竹島がその内側に入れられたことから、竹島は以後日韓両国が互いに領有を主張する領有権問題の地となった。一方、李承晩ラインの外側に外れた対馬は、以後長く領有権の係争対象として扱われていない。
古来日本領であった対馬は、元寇（文永の役、弘安の役）の際に、モンゴル帝国（元）・高麗連合軍の侵略を受けたが、日本側は撃退している。また、朝鮮王朝時代には、倭寇の本拠地として朝鮮側の侵略を受けたが、これも撃退している（応永の外寇）。

## 条例の制定
2005年3月18日、馬山市議会は第109回臨時会を開いて「対馬島の日」条例案を緊急に上程し、出席者全員の賛成で可決した。（議員数30人、欠席1人）
この条例の目的は、対馬島、つまり対馬が韓国の領土であることを内外に主張し、領有権を確保することにある。
一方、韓国外交通商部は代弁人の論評を通じて「不必要な論議を誘発する可能性が高い」と馬山市に自制を求めた。
対馬市議会の波田政和議長は2006年10月6日、馬山市議会に『対馬島の日』条例の廃止を要請したが、馬山市議会は、「対応する価値がない」として条例を廃止しないことを明確にした 。
条例を制定した馬山市は、2010年7月1日に昌原市・鎮海市と合併して「昌原市」となり、条例は同市に継承された。その後、2012年12月11日に昌原市議会は条例の全面改正案を可決し、旧条例に代わり新たに『昌原市対馬島の日条例』が制定され、現在はこちらが根拠条例となっている。
昌原市は、日本の大垣市（岐阜県）、姫路市（兵庫県）、呉市（広島県）と姉妹都市の条例を締結している一方で、毎年6月19日、対馬島の日には記念行事を続けている。さらに2017年3月30日には、「対馬島の日」について政府レベルの支持と支援が必要として、議員の発議により「対馬島の日の行事に政府支援を求める建議案」が市議会で採択されている。

## 対馬と馬山市の位置関係
対馬島（朝鮮語でも対馬島「テマド」）の行政区分は、長崎県 対馬市で九州と朝鮮半島の間に位置する。朝鮮半島からは最短距離で南東に49.5 km、若干朝鮮半島に近い。 この島は李承晩政権時代などごく一部の例外的な発言を除けば韓国が国として領有権を主張したことはない。
この条例を制定した馬山市は、朝鮮海峡（対馬海峡）に面してはいるが巨済島に隔てられた鎮海湾の奥に位置し、対馬までの距離はむしろ釜山広域市や慶尚南道 巨済市の方が近い。また対馬は日本が韓国に対し領有権を主張している本来無人島の竹島（総面積 0.23 km2）のような小さな島ではなく、約 700 km2の面積と約 3.2 万人が住む日本の市である。

## 報復心理
産経新聞の黒田勝弘ソウル支局長は、「対馬は韓国領」という主張には竹島問題に起因する日本への報復心理が働いており、独島博物館の「対馬はもともと韓国の領土」という石碑も、日本が竹島の領有権を主張するなら我々は対馬の領有権を主張するという趣旨である、と指摘している。
対馬では実際に韓国資本により土地の購入が進んでいる。観光開発とみる一方で、自衛隊基地周辺の土地も購入されていることから政治的意図を懸念する声もある。